# Jan Cornelisz. van Loenen

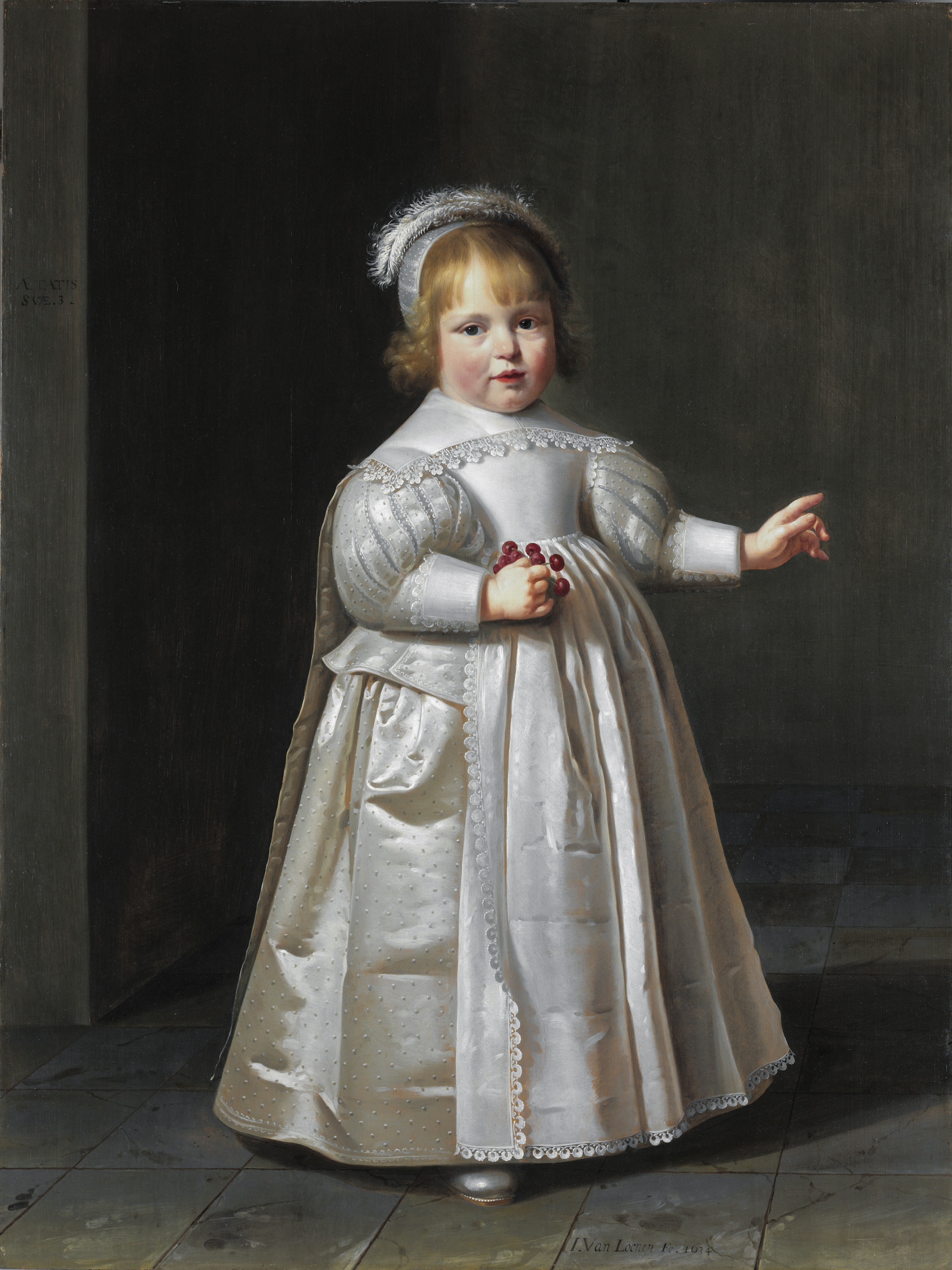
Olieverfschilderij van de jongen Willem van der Muelen op de leeftijd van drie jaar (1634), State Museum, Hannover

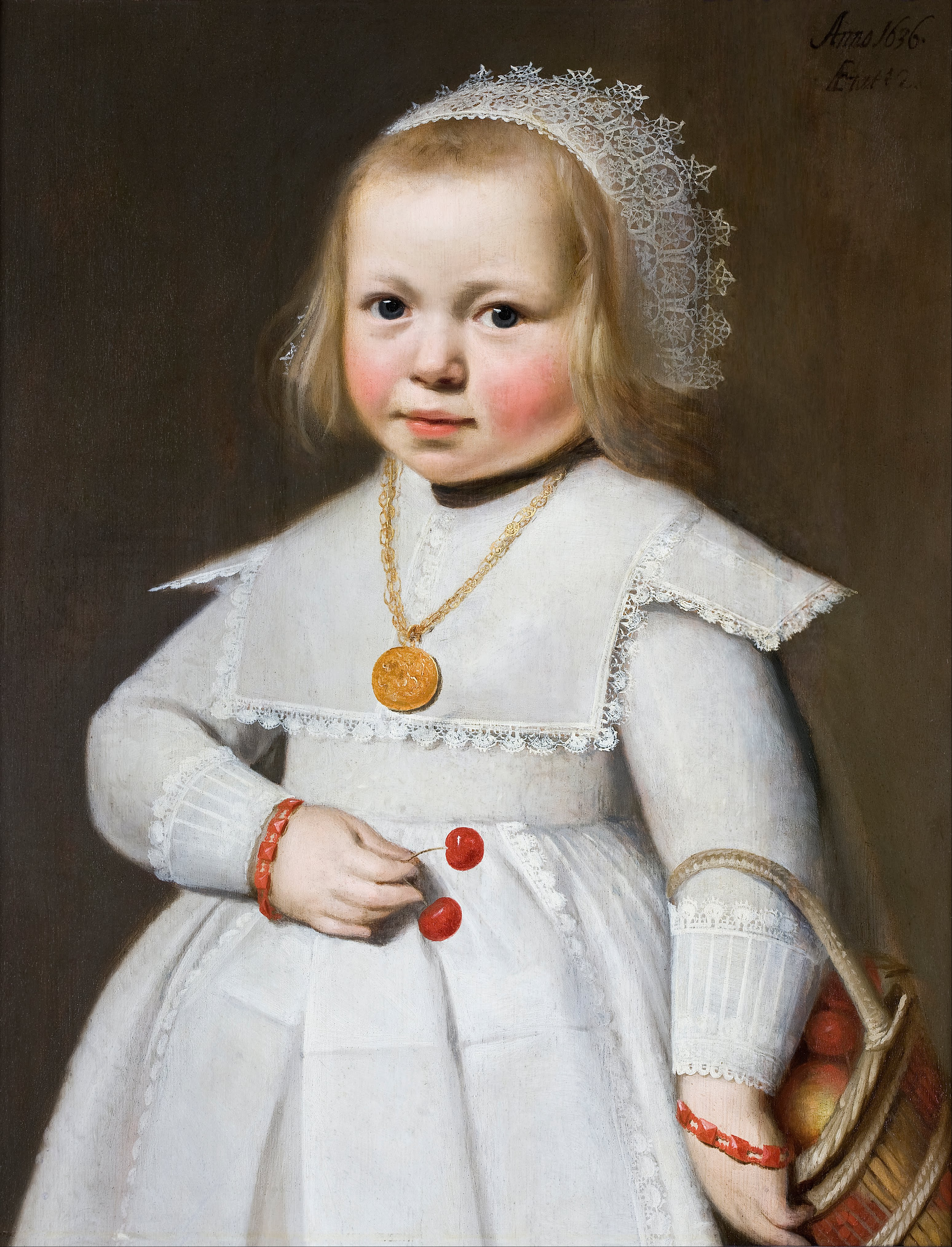
Van Loenen, Portret van een twee-jarig meisje in 1636, Hallwylska Museum, Stockholm

Jan Cornelisz. van Loenen (Utrecht, circa 1590 - aldaar, begraven op 6 maart 1643) was een Nederlandse 17e-eeuwse kunstschilder en tekenaar. Hij behoort tot de Utrechtse caravaggisten.
Varianten van zijn naam zijn. o.a. Jean de Laune, Jean de Lone, Jean de Losne, Johan van Loenen.
Over Jan Cornelisz. van Loenen is weinig bekend. Hij kwam waarschijnlijk uit Utrecht en werkte van 1613 tot 1620 in Frankrijk en Italië samen met de Nederlandse kunstschilder Jan van Niwael. Beiden waren in 1619 in Lyon en van 1621 - 1631 in Grenoble (altaarstuk voor de Sainte-Claire-kerk te Grenoble). In 1626 verzorgden zij met Antoine Schanart en Antoine van Halder het interieur van het kasteel van Vizille (van François de Bonne de Lesdiguières). In 1634 was van Loenen weer terug in Utrecht (getuige het gedateerd en ondertekend kinderportret van Willem van der Muelen). Hij trouwde op 4 februari 1637 met de weduwe Petronella Quirijnsdr van Cuijlenburch. Wat documenten betreft is slechts een testament van 21 februari 1643 bekend, waarin hij zijn bezittingen aan zijn vriend Niwael naliet. Hij had geen nakomelingen.
Van hem is een schilderij uit 1634 van Willem van der Muelen (1631-1690), drie jaar oud. De kwaliteit van het schilderij dat zich tot de verkoop in 2013 aan het Niedersächsische Landesmuseum in familiebezit in Utrecht bevond, trok al op een schilderijtentoonstelling in 1894 in Utrecht de aandacht van Hofstede de Groot. Omdat de familie van der Muelen een hooggeplaatste patriciërsfamilie was (in 1585 uit Antwerpen gevlucht, sinds 1608 in Utrecht en als kooplui o.a. in de West-Afrikaanse handel rijk geworden), moet Van Loenen destijds in hoog aanzien hebben gestaan.
Van Jan Cornelisz. van Loenen is slechts een klein oeuvre bekend, maar men veronderstelt dat een aantal van zijn schilderijen abusievelijk aan anderen werden toegeschreven.
Aan hem zijn toegeschreven schilderijen in Glasgow (Portret van een Jong Meisje, Stirling Maxwell Collection, Pollok House) en Stockholm (Portret van een twee-jarig meisje, Hallwyl Museum). Daarnaast is er het portret van een jongen in het Musée de Soissons (1637) en het schilderij van een kind en andere familieleden in Slot Zuylen in Utrecht van 1639.
- Biografisch Portaal: 79220215
- Gemeinsame Normdatei: 1160725160
- RKD-Nederlands Instituut voor Kunstgeschiedenis: 50582
- Union List of Artist Names: 500115399
- Virtual International Authority File: 96538171